# Idiops castaneus
Idiops castaneus là một loài nhện trong họ Idiopidae.
Loài này thuộc chi Idiops. Idiops castaneus được J. Hewitt miêu tả năm 1913.